# Challenger de París 2023
El Trophée Clarins 2023 fue un torneo de tenis profesional jugado en canchas de tierra batida. Se trató de la 2.ª edición del torneo que formó parte de los Torneos WTA 125s en 2023. Se llevó a cabo en París, Francia, entre el 15 al 21 de mayo de 2023.

## Cabezas de serie

### Individuales
| Tenista               | Ranking | Preclasificada |
| Aliaksandra Sasnovich | 44      | 1              |
| Varvara Gracheva      | 46      | 2              |
| Alycia Parks          | 49      | 3              |
| Linda Nosková         | 54      | 4              |
| Anna Kalinskaya       | 57      | 5              |
| Caty McNally          | 62      | 6              |
| Alizé Cornet          | 64      | 7              |
| Anna-Lena Friedsam    | 88      | 8              |
| Kamilla Rakhimova     | 90      | 9              |

- Ranking del 8 de mayo de 2023.

### Dobles
| Tenista                               | Ranking | Preclasificada |
| Nadiia Kichenok Alycia Parks          | 99      | 1              |
| Miriam Kolodziejová Tereza Mihalíková | 99      | 2              |

## Campeonas

### Individuales femeninos
Diane Parry venció a  Caty McNally por walkover

### Dobles femenino
Anna Danilina /  Vera Zvonareva vencieron a  Nadiia Kichenok /  Alycia Parks por 5–7, 7–6(2), [14–12]